# Jeenathan Williams
Jeenathan Williams Jr. (Rochester, 12 de fevereiro de 1999) é um jogador norte-americano de basquete profissional que atualmente joga no Houston Rockets da National Basketball Association (NBA).
Ele jogou basquete universitário pela Universidade Estadual de Nova Iorque em Buffalo.

## Carreira no ensino médio
Williams jogou basquete na University Prep Charter School for Young Men em Rochester, Nova York. Em seu terceiro ano, ele teve médias de 22 pontos, sete rebotes e cinco assistências. Em sua última temporada, Williams foi transferido para a Prolific Prep em Napa, Califórnia, onde obteve média de 15,8 pontos.
Um recruta de quatro estrelas, Williams se comprometeu a jogar basquete universitário pela Universidade de Buffalo rejeitando as ofertas de Syracuse, Virginia, Pittsburgh, Temple e St. Bonaventure. Ele se tornou o recruta com a melhor classificação na história da universidade.

## Carreira universitária
Como calouro na Universidade de Buffalo, Williams teve médias de 3,2 pontos e 1,7 rebotes. Em sua segunda temporada, ele passou para o time titular e teve médias de 11,6 pontos e 4,7 rebotes. Após a temporada, ele trabalhou no manuseio da bola e no arremesso com treinadores na Flórida e na Califórnia. Em 27 de novembro de 2020, Williams registrou 28 pontos e 12 rebotes na vitória por 74-65 contra Towson. Em sua terceira temporada, ele teve médias de 17,6 pontos, 6,8 rebotes e 2,4 assistências e foi selecionado para a Segunda-Equipe da Mid-American Conference (MAC). Williams se declarou para o draft da NBA de 2021 antes de se retirar e retornar a Buffalo. Em sua estreia em sua última temporada, ele marcou 32 pontos, o recorde de sua carreira, na derrota por 88-76 para Michigan.

## Carreira profissional

### Salt Lake City Stars (2022–2023)
Depois de não ser selecionado no draft da NBA de 2022, Williams se juntou ao Utah Jazz para a Summer League de 2022. Em 11 de outubro de 2022, Williams assinou um contrato com o Jazz, mas foi dispensado no dia seguinte. Em 19 de outubro, Williams assinou com o Salt Lake City Stars da G-League.

### Portland Trail Blazers (2023–Presente)
Em 1º de abril de 2023, Williams assinou um contrato de 2 anos e US$1.7 milhões com o Portland Trail Blazers. No dia seguinte, ele fez sua estreia na NBA e marcou 7 pontos na vitória por 107-105 sobre o Minnesota Timberwolves.

## Estatísticas da carreira

### NBA

#### Temporada regular
| Ano     | Equipe   | PJ | PT | MPJ  | AP   | 3P   | LL   | RT  | AS  | BR | TO | PPJ  |
| ------- | -------- | -- | -- | ---- | ---- | ---- | ---- | --- | --- | -- | -- | ---- |
| 2022–23 | Portland | 5  | 4  | 25.4 | .615 | .375 | .667 | 3.0 | 2.0 | .6 | .4 | 10.6 |

### Universitário
| Ano      | Equipe   | PJ  | PT | MPJ  | AP   | 3P   | LL   | RT  | AS  | BR  | TO | PPJ  |
| -------- | -------- | --- | -- | ---- | ---- | ---- | ---- | --- | --- | --- | -- | ---- |
| 2018–19  | Buffalo  | 36  | 0  | 9.1  | .358 | .106 | .611 | 1.7 | .2  | .2  | .2 | 3.2  |
| 2019–20  | Buffalo  | 32  | 31 | 25.7 | .455 | .318 | .708 | 4.7 | 1.2 | .8  | .7 | 11.6 |
| 2020–21  | Buffalo  | 25  | 24 | 30.8 | .486 | .386 | .708 | 6.8 | 2.4 | 1.1 | .4 | 17.6 |
| 2021–22  | Buffalo  | 29  | 29 | 32.6 | .490 | .451 | .690 | 5.0 | 2.9 | 1.4 | .8 | 19.1 |
| Carreira | Carreira | 122 | 84 | 24.5 | .447 | .315 | .679 | 4.5 | 1.6 | .8  | .5 | 12.8 |

Fonte: